# Gnophomyia elsneri
Gnophomyia elsneri är en tvåvingeart som beskrevs av Jaroslav Stary 1983. Gnophomyia elsneri ingår i släktet Gnophomyia och familjen småharkrankar. Inga underarter finns listade i Catalogue of Life.